# 赵文隆
赵文隆（1920年—2005年10月7日），又名赵振东，男，满族，直隶（今河北）易县人，中华人民共和国政治人物，曾任河南省人民检察院检察长，河南省人大常委会副主任，第七届全国人大代表。